# Ноктюрн у чорному і золотому – падаюча ракета

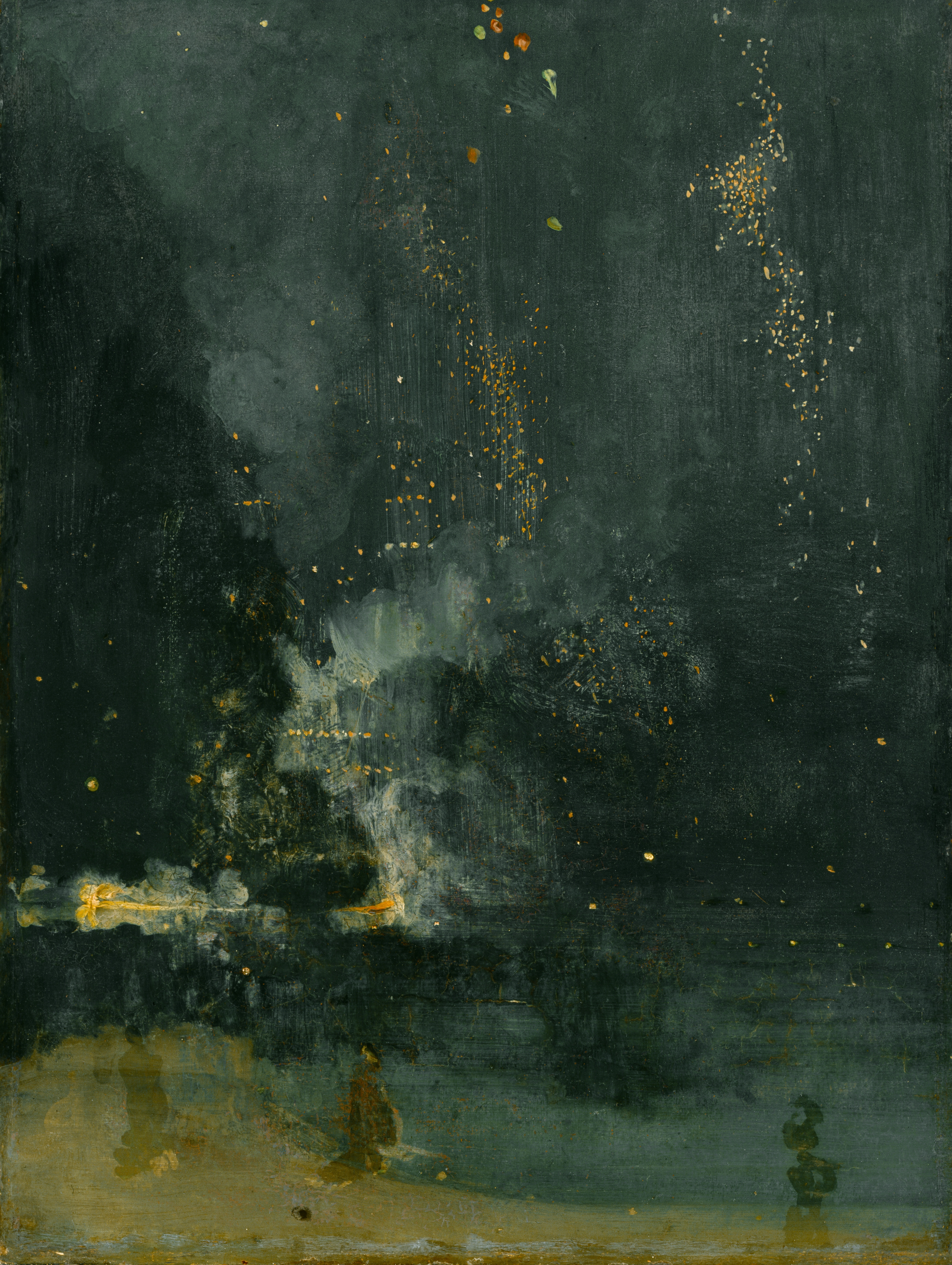
Джеймс Вістлер. Ноктюрн в чорному і золотому — падаюча ракета. 1872-1877

«Ноктюрн у чорному і золотому: падаюча ракета» — картина англо-американського художника 2-ї половини 19-го століття Джеймса Вістлера. Виконана в стилі тоналізм; олія, розмір полотна: 60.3 см × 46.6 см.
Картина була вперше показана в галереї сучасного мистецтва Гросвенор в Лондоні в 1877 році і є однією з двох представлених Джеймсом Вістлером робіт (інша — «Ноктюрн в чорному і золотому — вогняне колесо»).
Критика картини мистецтвознавцем Джоном Раскіном, який відгукнувся про автора у вкрай зневажливому і, навіть, образливому тоні, спонукала Джеймса Вістлера звернутись до суду, який він виграв, але судові витрати виявились настільки значними, що Вістлер змушений був розпродати все своє майно. Під час процесу Вістлер заявив, що створення картини зайняло в нього біля одного чи двох днів, але звинувачення, висунуте Раскіним (щодо завищеної ціни на цю роботу), безпідставне, оскільки митець визначив ціну за «знання, яке він отримав за все життя»
Полотно зберігається в Художньому інституті Детройта.